# Hermann Hanschen
Hermann Hanschen (ur. 1910, zm. ?) – zbrodniarz nazistowski, członek załogi niemieckiego obozu koncentracyjnego Dachau i SS-Oberscharführer.
1 października 1934 wstąpił do Waffen-SS. Od 4 maja 1938 do 27 sierpnia 1944 kierował kantyną dla więźniów w obozie Dachau. W procesie załogi Dachau (US vs. Michael Greil i inni), który miał miejsce w dniach 6–9 maja 1947 przed amerykańskim Trybunałem Wojskowym w Dachau skazany został na 3 lata pozbawienia wolności za znęcanie się nad więźniami.